# Конрад фон Тирберг Старший
Конрад фон Тирберг Старший (нем. Konrad von Thierberg der Ältere или лат. Conradus de Tirbergk senior, умер в 1279) — ландмейстер Тевтонского Ордена в Пруссии с 1273 по 1279 годы, в соответствии с Хроникой Земли Прусской Петра из Дуйсбурга — Маршал Тевтонского ордена во время ландмейстерства в Пруссии Дитриха фон Гаттерслебена. В 1269—1271 годах руководил тевтонскими землями в Пруссии как вице-ландмейстер.

## Биография
Конрад фон Тирберг происходит из Тюрингии, его род относился к вассалам ландграфа тюрингского. В 1234 году вместе с Конрадом Тюрингским вступил в Тевтонский орден. Старший брат Конрада фон Тиберга Младшего
Во время своего ландмейстерства в Пруссии, в 1275 году Конрад фон Тирберг со своим отрядом отправился в поход в Надровию. На реке Арсе (Анграпа) они наткнулись на прусское укреплённое поселение Камскивус, которое было взято после штурма. Укрепление было сохранено и перестроено. К ней был пристроен вал, вокруг которого выкопан ров. Укрепление получило имя Таммов.
В 1276 году его распоряжением поселение Мариенбург, возникшее около одноимённого замка — будущей столицы ордена, поучило Кульмское городское право.
Хроника земли Прусской сообщает, что «Он, будучи призван в капитул великим магистром, умер в пути». Погребён в часовне Тевтонского ордена в Мергентхайме.